# رابرت ال گیبسن
رابرت ال گیبسن (به انگلیسی: Robert Lee "Hoot" Gibson) فضانورد اهل ایالات متحده آمریکا است که در ۳۰ اکتبر ۱۹۴۶ میلادی در کوپرزتاون، نیویورک زاده شد. وی در مأموریت اس‌تی‌اس-۴۱-بی، اس‌تی‌اس-۶۱-سی، اس‌تی‌اس-۲۷، اس‌تی‌اس-۴۷، اس‌تی‌اس-۷۱ حضور داشته است.